# Championnat d'Argentine de football 1935
Navigation
Saison précédente Saison suivante
La saison 1935 du Championnat d'Argentine de football était la 5e édition professionnelle de la première division argentine. Le championnat rassemble les 18 meilleures équipes du pays au sein d'une poule unique, où chaque club rencontre tous ses adversaires 2 fois. Il n'y a pas de système de promotion-relégation en fin de saison.
Les 2 clubs issus de fusions, Union Talleres-Lanus et Union Atlanta-Argentinos, sont dissous au bout d'une saison et permettent aux clubs de Lanus, Atlanta, Talleres (Remedios de Escalada) et Argentinos Juniors de s'inscrire au championnat cette saison.
C'est le club de Boca Juniors, champion d'Argentine en titre, qui termine en tête du championnat et remporte le 9e titre de champion d'Argentine de son histoire.

## Les 18 clubs participants
| \| Buenos Aires La Plata \| Villes représentées lors de la saison 1935 |
| Buenos Aires La Plata                                                  |

- Boca Juniors
- San Lorenzo de Almagro
- Estudiantes (La Plata)
- River Plate
- Racing Club
- Independiente
- Chacarita Juniors
- Lanus
- Huracán
- Velez Sarsfield
- Ferro Carril Oeste
- Argentinos Juniors
- Talleres (Remedios de Escalada)
- Gimnasia y Esgrima (La Plata)
- Platense
- Atlanta
- Tigre
- Quilmes

## Compétition

### Classement
Le classement est établi en utilisant le bareme suivant :
- Victoire : 2 points
- Match nul : 1 point
- Défaite, forfait ou abandon : 0 point

| Rang | Équipe                          | Pts | J  | G  | N | P  | Bp  | Bc | Diff |
| ---- | ------------------------------- | --- | -- | -- | - | -- | --- | -- | ---- |
| 1    | Boca Juniors T                  | 58  | 34 | 27 | 4 | 3  | 98  | 31 | +67  |
| 2    | Independiente                   | 55  | 34 | 24 | 7 | 3  | 101 | 38 | +63  |
| 3    | San Lorenzo de Almagro          | 49  | 34 | 23 | 3 | 8  | 92  | 45 | +47  |
| 4    | Vélez Sársfield                 | 46  | 34 | 19 | 8 | 7  | 77  | 46 | +31  |
| 5    | River Plate                     | 44  | 34 | 19 | 6 | 9  | 71  | 47 | +24  |
| 6    | Huracán                         | 39  | 34 | 16 | 7 | 11 | 59  | 38 | +21  |
| 7    | Estudiantes (La Plata)          | 37  | 34 | 14 | 9 | 11 | 78  | 52 | +26  |
| 8    | Ferro Carril Oeste              | 36  | 34 | 15 | 6 | 13 | 60  | 66 | -6   |
| 9    | Racing Club                     | 31  | 34 | 13 | 5 | 16 | 55  | 58 | -3   |
| 10   | Talleres (Remedios de Escalada) | 30  | 34 | 11 | 8 | 15 | 60  | 70 | -10  |
| 10   | Lanús                           | 30  | 34 | 13 | 4 | 17 | 56  | 79 | -23  |
| 12   | Platense                        | 29  | 34 | 11 | 7 | 16 | 49  | 61 | -12  |
| 12   | Gimnasia y Esgrima (La Plata)   | 29  | 34 | 12 | 5 | 17 | 52  | 75 | -23  |
| 14   | Chacarita Juniors               | 26  | 34 | 10 | 6 | 18 | 49  | 57 | -8   |
| 15   | Atlanta                         | 25  | 34 | 9  | 7 | 18 | 48  | 89 | -41  |
| 16   | Argentinos Juniors              | 20  | 34 | 7  | 6 | 21 | 42  | 89 | -47  |
| 17   | Quilmes P                       | 16  | 34 | 5  | 6 | 23 | 23  | 82 | -59  |
| 18   | Tigre P                         | 12  | 34 | 3  | 6 | 25 | 38  | 85 | -47  |

|  | Champion d'Argentine 1935 |
|  | T : Tenant du titre       |

## Bilan de la saison
| Tableau d'Honneur                   |              |
| Compétition                         | Vainqueur    |
| Championnat d'Argentine de football | Boca Juniors |

| Promotions et relégations    |       |
| Promus en Primera Division   | Aucun |
| Relégués en Segunda Division | Aucun |